# Phaedon fulgida
Phaedon fulgida là một loài bọ cánh cứng trong họ Chrysomelidae. Loài này được Ge & Wang in Ge, Yang & Cui miêu tả khoa học năm 2003.